# Пандемија ковида 19 у Њуфаундленду и Лабрадору
Пандемија ковида 19 у Њуфаундленду и Лабрадору је вирусна пандемија болести корона вируса 2019 (ковид 19), заразне болести узроковане тешким акутним респираторним синдромом коронавирус 2 (САРС-КоВ-2). До 9. фебруара 2022. године у Њуфаундленду и Лабрадору је потврђено 19.200 случајева инфекције а од тога педесет смртних случајева. Извршено је укупно 490.851 тестирање.
Провинција Њуфаундленд и Лабрадор је девета по броју случајева (од десет провинција и три територије) инфекције ковидом 19 у Канади. Оцењујући по бројкама са „ковид 19 тракера Канада”, провинција је водећа у Канади са највишим стопама вакцинације за прву и другу дозу за оне од 12 и више година, као и за децу од 5 до 11 година.
Провинција је објавила свој први претпостављени случај 14. марта 2020. године и прогласила ванредно стање у јавном здравству 18. марта. исте године. Иницијалне владине мере су усвојене истог дана, укључујући затварање небитних предузећа и обавезну самоизолацију за све путнике који улазе у покрајину (чак и унутар Канаде). Број случајева у Њуфаундленду остао је релативно низак, са неколико дана без случајева од почетка па до средине 2020. године. Њуфаундленд и Лабрадор је почео постепено укидање ограничења у петостепеној скали од 11. маја 2020.
Бројеви оболелих су и даље остали релативно ниски и стабилни током летњих месеци 2020. године, иако се неколико кластера (укључујући први случај) појавило у новембру и децембру. У фебруару 2021. године, покрајина је почела да доживљава велики пораст нових случајева и преноса у заједници, укључујући највеће једнодневно повећање до тада. Друго затварање је проглашено 12. фебруара 2021. након што су узорци из ових случајева били позитивни на високо преносиву САРС-КоВ-2 варијанту Б.1.1.7. Провонција је почела да излази из другог затварања 27. фебруара, враћајући се у претходно стање (Ниво упозорења 2) са модификацијама 27. марта 2021.
Након повратка на блажи „ниво упозорења 2”, 27. марта, број случајева је остао низак све до средине децембра када су случајеви инфекције поново почели да расту као резултат вишеструких епидемија изазваних варијантом САРС-КоВ-2 Делта у западном делу и САРС-ЦоВ-2 Омикрон варијанта у централним, источним деловима провинције. Средином јануара у деловима Лабрадор-Гренфел и Вестерн Хелта јавио се пораст броја случајева Омикрона. Др Џенис Фицџералд је 23. децембра 2021. подигла целу провинцију на ниво узбуне 3, где је остала све до 10. јануара 2022.
Међутим, 3. јануара 2022. године, након појаве великог броја ново инфицираних и такође великог броја активних случајева, др Џенис Фицџералд, затим премијер Ендру Фјури и извршни директор Источне здравствене управе Дејвид Дајмонд одржали су брифинг за медије како би објавили да ће целу покрајину увести у нове мере на нивоу 4. Ове мере су ступиле на снагу 4. јануара 2022. у поноћ. Др Фицџералд је изјавила да је овај потез неопходан због тога што јавно здравство ради са 100% капацитета у покушају да идентификује случајеве и њихове блиске контакте. Фицџералд је такође замолила све оне који су болесни и показују симптоме ковида 19 да се одмах изолују, тестирају и обавесте своје блиске контакте. Овај прелазак на модификовани ниво узбуне 4 треба да траје две недеље, након чега ће бити поново процењен и по потреби модифициран. Дана 17. јануара 2022. др Џенис Фицџералд је објавила да ће провинција остати на нивоу узбуне 4 најмање до 24. јануара 2022. Ова одлука је заснована на тренутним епидемиолошким трендовима и хоспитализацијама. Званичници су 31. јануара 2022. одлучили да покрајину задрже у модификованом нивоу мера 4 због све већег броја хоспитализација и извршиће поновну процену 4. фебруара 2022. Др Фицџералд је најавила да ће провинција прећи на модификовани ниво упозорења 3 са ефектом од 12:01, у суботу, 5. фебруара 2022. Фицџералд је рекла да ће покрајина 21. фебруара 2022. прећи на модификовани ниво упозорења 2, ако епидемиологија и хоспитализације дозволе.
Током брифинга за медије од 8. фебруара 2022, др Фицџералд је најавила да провинција више неће издавати ограничења за ниво упозорења. Покрајина ће, стога, објавити ограничења и измене на веб страници ковид 19. Од понедељка, 14. фебруара 2022, ресторани и барови могу да раде са 50% капацитета, свечани скупови, позоришта, бинго сале, теретане и арене могу да раде са 50% капацитета, спортска такмичења су и даље забрањена.

## Вакцина за децу против ковида 19
Канадска агенција за јавно здравље (Хелт Канада) одобрила је 19. новембра 2021. вакцину Фајзер-БиоНТек за децу узраста од пет до 11 година. Канада је 21. новембра 2021. примила 2,9 милиона доза, довољно да свако дете у земљи може да прими прву дозу. Заказивање вакцинисања је стављено на располагање на покрајинском онлајн порталу 24. новембра 2021. године, а званичници су очекивали да вакцине стигну у покрајину до 26. новембра 2021. године. Међутим, дозе су стигле раније него што се очекивало и вакцинисање је почело одмах.
Од 8. фебруара 2022. године, 28.274 деце (79,82% становништва узраста 5–11 година) примило је прву дозу вакцине против ковида 19, а 11.437 деце (32,29% популације узраста 5–11 година) је у потпуности вакцинисано.

## Провинцијске мере

### Систем нивоа упозорења
Фицџералд је 30. априла представила „Фондацију за живот са ковидом 19“. Оквир се састојао од пет нивоа упозорења који би омогућили постепено укидање ограничења. Фицџералд је објаснила да је термин „ниво узбуне“ коришћен пре него термини као што су „фаза“, да би подстакли становнике да остану „будни и свесни“ чак и на нижим нивоима.
Сви нивои упозорења подлежу другим налозима и смерницама јавног здравља, укључујући практиковање социјалног дистанцирања, правилну хигијену, ношење маски за лице када се налазите у затвореном јавном простору, ограничавање путовања која нису неопходна и обављање рада на даљину кад год је могуће.
| Нивои мера        | Рестрикције |
| ----------------- | --- |
| Први ниво мера    | Покрајина ће размотрити укидање дугорочних ограничења. |
| Други ниво мера   | - Скупови које организују предузећа и организације су ограничени на 50 људи. - Домаћинства могу формирати друштвени балон са до 20 блиских, сталних контаката. - Церемоније и обичаји које захтевају већи број људи су забрањени на сахранама. - Спортско-рекреативни објекти, простори за извођење и забавни садржаји у затвореном су ограничени на 50 људи - Барови и ресторани могу радити са 50% капацитета. - Кампови могу понудити камповање преко ноћи. - Богослужења могу радити са ограничењима. |
| Трећи ниво мера   | - Скупови на отвореном, венчања и сахране ограничени су на 20 људи. Посете су дозвољене. - Ресторани могу радити али са смањеним капацитетом. Бифеи су забрањени. - Сви барови и салони морају бити затворени. - Отворени базени се могу поново отворити са смањеним капацитетом, а рекреација на отвореном „средњег ризика“ може се наставити. Теретане, арене и фитнес центри остају затворени. - Кампови могу понудити ограничено камповање преко ноћи. |
| Четврти ниво мера | - Окупљање на отвореном, венчања и сахране ограничени су на по 10 људи. - Домаћинства могу да формирају „мехур“ са још једним домаћинством. - Неке здравствене услуге се могу поново покренути. - Небитне малопродајне радње, услуге личне неге, приватне здравствене клинике и услуге бриге за животиње могу се поново отворити, подложно ограничењима. - Рекреација на отвореном са ниским ризиком као што су пецање и голф је дозвољена али су подложна смерницама. - Ресторани остају затворени. - Сви кампови се морају затворити. - Професионалне услуге, обука на радном месту, баштенски центри и обданишта за животиње могу поново да раде. |
| Пети ниво мера    | - Окупљање, сахране и венчања ограничени су на пет особа. - Сва здравствена заштита која није хитна је обустављена. Све приватне здравствене клинике, осим оних у којима се налазе лекари или медицинске сестре, се затварају. - Сва малопродајна предузећа која не пружају „услуге неопходне за живот, здравље или личну безбедност појединаца и животиња” морају да се затворе. - Све теретане и рекреативни објекти, простори за извођење, биоскопи, кампови и игралишта морају се затворити. |

### Ограничења путовања
Њуфаундленд је 18. марта 2020. наложио да свако ко уђе у провинцију изван Канаде мора да се самоизолује 14 дана по повратку. Њуфаундленд је 20. марта наложио да свако ко уђе у провинцију из других крајева Канаде такође мора да се самоизолује. Делимичан изузетак уведен је 22. априла за запослене у сектору пољопривреде, хидроелектране, рударства, нафте и гаса, саобраћаја и трговине и даље морају да се самоизолују од јавности 14 дана, али могу да иду на посао ако не показују знакове симптома ковида 19.
Провинција је 4. маја 2020. донела строгу забрану путовања, само становницима провинције, запосленима у индустријским предузећима и онима који имају дозволу главног медицинског службеника, дозвољено је да путују у Њуфаундленд.
Њуфаундленд и Лабрадор отворили су своје границе према остатку земље 1. јула 2021. Потпуно вакцинисани путници нису морали да се изолују, све док су своје документе о вакцинацији учитали у формулар за путовање у покрајину. Делимично вакцинисани и невакцинисани путници би морали да се изолују пуних 14 дана, осим ако се не тестирају седмог дана. Ако резултат теста буде негативан, путник може напустити изолацију.
Међутим, 21. децембра 2021. године, као одговор на све већи број случајева који нису епидемиолошки повезани, што значи да постоје знаци преношења у заједници унутар провинције, др Џенис Фицџералд је објавила да свако ко уђе у провинцију, без обзира на статус вакцинације или провинцију боравиште, мораће да се изолују. Потпуно вакцинисани путници морају да се изолују пет дана и и за то време свакодневно да се тестирају, ако сваки брзи тест даје негативан резултат, путник може напустити изолацију након својих пет дана или ако је прошло 120 сати. Делимично вакцинисани и невакцинисани путници немају промене у својим захтевима за изолацију, али им се дају брзи тестови које треба да ураде на добровољној основи.